# 陽はまた昇る (DOESの曲)
『陽はまた昇る』（ひはまたのぼる）は、日本のバンドDOESの7枚目のシングルである。2008年10月22日発売。発売元はキューンレコード。

## 概要
- 前作から4か月ぶりのシングル。
- 初回生産限定盤と通常盤の2形態で発売。初回盤はDVD付で、RISING SUN ROCK FESTIVAL 2008 in EZOでのライブ映像を収録。

## 収録曲

### CD
1. 陽はまた昇る (3:19)
TBS系全国ネット『J-SPORTS SUPER SOCCER PLUS』テーマソング
テレビ東京『PVTV』10月度オープニングテーマ
2. 秘密の風景 (3:04)

全作詞・作曲：氏原ワタル　編曲：DOES

### 初回特典DVD
1. 曇天
2. 三月
3. 赤いサンデー
4. 修羅
5. 明日は来るのか